# Karosa B 832
Karosa B 832 je model městského autobusu, který vyráběla společnost Karosa Vysoké Mýto v letech 1997 až 1999.

## Konstrukce
Autobus B 832 je konstrukčně téměř shodný s vozem B 732. Jedná se o dvounápravový autobus s hranatou, polosamonosnou karoserií panelové konstrukce a motorem nacházejícím se za zadní nápravou. Designově je stejný jako B 732. V pravé bočnici se nacházejí troje dvoukřídlé výklopné dveře (přední jsou užší než ostatní). Sedačky pro cestující jsou rozmístěny 1+2, nad nápravami 2+2. Od vozů B 732 se odlišuje lepším zateplením, protože vozy tohoto typu měly být provozovány především v Rusku, červenými madly v interiéru a také hlavně zasklenou přepážkou před prvními sedadly, jež odděluje prostor pro řidiče od salonu pro cestující. Řidič má ale možnost nechat dvířka do zbytku vozu otevřená, takže i první dveře mohou cestující v tomto případě využívat.

## Výroba a provoz
Protože ve státech bývalého Sovětského svazu byly problémy se schvalováním nové řady 900, rozhodla se Karosa pro tyto země nadále vyrábět upravené vozy řady 700 pod novým označením – řadou 800 (ta byla v 80. letech již jednou použita). „Osmistovkové“ autobusy byly vyráběny od roku 1997, kdy byla ukončena produkce vozů řady 700, do roku 1999, kdy konečně tuto řadu nahradily v exportu na východ autobusy řady 900. Autobusů B 832 bylo vyrobeno celkem 102 kusů.
Vozy B 832 byly určeny především na export do zemí bývalého Sovětského svazu. Několik málo kusů ale vzhledem k nesolventnosti kupců skončilo v České i Slovenské republice. Některé vozy B 832, provozované na území bývalého Československa, byly také zakoupeny jako „náhradní“ vozové skříně pro starší autobusy řady 700.

## Historické vozy
- soukromá osoba (Karosa B832.1654, ex COMETT PLUS)[2]